# 삼성송

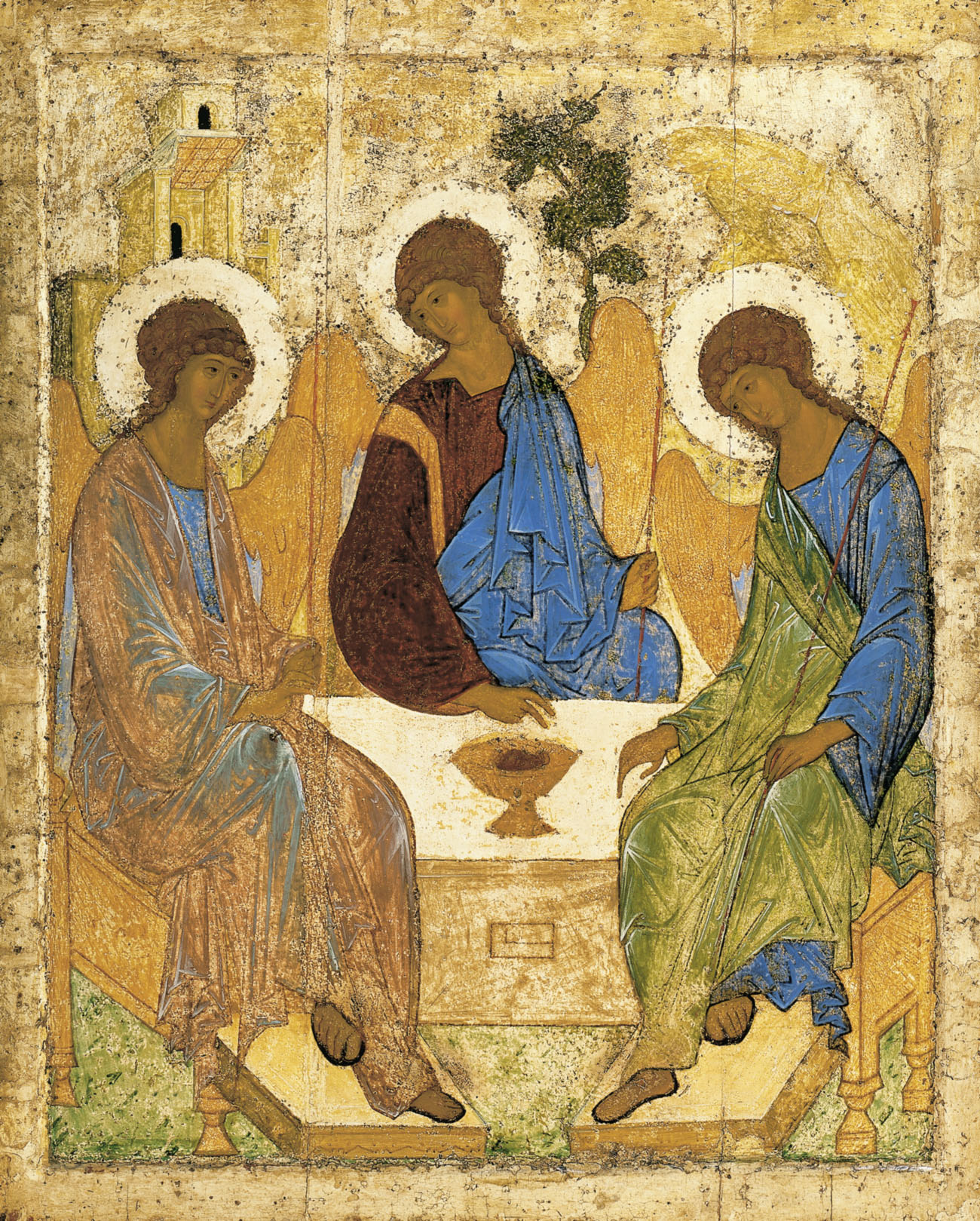
안드레이 루블료프의 삼위일체 이콘

삼성송(三聖頌, 그리스어: Τρισάγιον 트리사기온[*])은 동방 정교회와 오리엔트 정교회, 동방 가톨릭교회의 성찬예배에서 부르는 성가이다. 하느님을 거룩하다고 세 번 찬양한다는 의미로서 삼성송이라고 표기한다. 라틴어로는 테르상투스(Tersanctus)라고 하는데, 이는 서방 기독교의 미사에서 “거룩하시다”로 세 번 외치는 상투스(Sanctus)라고 하는 별도의 성가를 이르는 이름으로 쓰이기도 하는 말이다.
비잔티움 전례를 사용하는 교회들에서 쁘로끼메논과 서간경 봉독 전에 부르며, 저녁 기도 예식인 만과와 아침 기도 예식인 조과 등 매일 시간경에서 바쳐지는 삼성송 기도라고 하는 긴 기도의 일부가 되었다.
라틴 교회에서도 성금요일 비탄의 노래나 하느님의 자비 기도 등에서 바쳐지며, 대한성공회에서는 본기도 후 이뤄지는 기원송가 중 하나로 사용한다.

## 기도문
삼성송은 기독교의 고대 기도문이다. 이 기도는 원래 이사야서 6장 3절 또는 요한 묵시록 4장 8절에서 천사의 노래에서 기인한 것이었을 수 있다.
그리스어:
Ἅγιος ὁ Θεός, Ἅγιος ἰσχυρός, Ἅγιος ἀθάνατος, ἐλέησον ἡμᾶς.
Agios o Theos, Agios ischyros, Agios athanatos, eleison imas.
라틴어:
Sanctus Deus, Sanctus Fortis, Sanctus Immortális, miserére nobis.
한국어:
거룩하신 하느님이여, 거룩하고 전능하신 이여, 거룩하고 영원하신 이여, 불쌍히 여기소서. (동방 정교회)
거룩하신 하느님, 거룩하신 용사님, 거룩하신 불사신, 저희에게 자비를 베푸소서. (로마 가톨릭교회)
거룩하신 하느님, 거룩하시고 전능하신 주님, 거룩하시고 영원하신 주님, 자비를 베푸소서. (대한 성공회)

## 역사

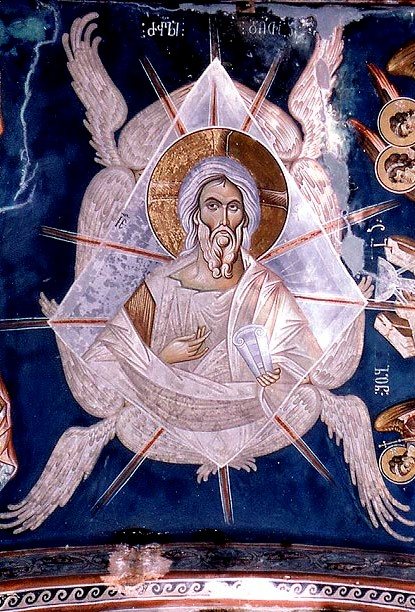
태곳적부터 계신 이 이콘

그리스어 트리사기온은 ‘세 번의 거룩함’, 즉 ‘거룩하신 하느님’(Agios o Theos)이라는 말을 세 번 반복해서 부른다는 의미이다.
이 찬미가는 매우 오랜 역사를 갖고 있으며, 그 기원은 그리스 축일표 이전까지 거슬러 올라가는 것으로 추정된다. 테오도시우스 2세(408-450) 치세에 기록된 전승에 의하면, 9월 24일 콘스탄티노폴리스에서 큰 지진이 일어나 시민들과 황제, 콘스탄티노폴리스 총대주교 프로클로스가 하느님에게 기도를 바쳤다. 그 때 한 어린아이가 갑자기 공중으로 들어올려져 사람들이 보이지 않을 정도로 올라갔다. 그런 다음에 어린아이는 온전히 무사한 상태로 내려졌고, 천사들이 하느님께 “거룩하신 하느님이여, 거룩하고 전능하신 이여, 거룩하고 영원하신 이여!”라 노래하며 영광을 돌리는 것을 듣고 보았다고 알렸다. 모든 사람들은 이 트리사기온 기도를 부르기 시작하며, "우리를 불쌍히 여기소서"라는 후렴구를 덧붙였다. 그러자 지진이 멈추었다.
이 찬미가는 451년 칼케돈 공의회에서 교부들이 합창한 노래이며, 모든 그리스 전례에서 공통적으로 사용되는 것은 아니지만 갈리아 전례에서도 사용된 것을 볼 때, 매우 오래된 역사를 갖고 있음을 알 수 있다. 일부에서는 이 기도가 사도 시대의 것이라고 믿지만, 이 찬미가에 대한 전승과는 상충되는 것이다.
콥트 정교회와 아르메니아 사도교회에서는 이 기도가 니코데모로부터 유래한다고 믿고 있다. 니코데모가 아리마태아의 요셉과 함께 예수의 시신을 십자가에서 내릴 때, 예수의 눈이 열려있는 것을 보고 “거룩하신 하느님, 거룩하고 전능하신 이여, 거룩하고 영원하신 이여!”라고 외쳤다는 것이다. 이러한 전승은 예수가 사람의 몸으로 왔으나 본질은 하느님이라는 믿음을 드러내려는 것으로 보인다.
라틴 교회에서는 성금요일 십자가 경배 예식 때 삼성송을 부른다. 예식이 진행되는 동안 두 명의 성가대원이 그리스어와 라틴어로 교대로 부른다.
그리스어: Ágios o Theos. (거룩하신 하느님이여)
라틴어: Sanctus Deus.
그리스어: Ágios íschyros. (거룩하고 전능하신 이여)
라틴어: Sanctus fortis.
그리스어: Ágios athánatos, eléison imas. (거룩하고 영원하신 이여, 불쌍히 여기소서.)
라틴어: Sanctus immortális, miserére nobis.